# Marcin Zbyszyński
Marcin Zbyszyński (ur. 25 sierpnia 1992 w Warszawie) – polski reżyser, scenarzysta teatralny i filmowy. Autor sztuk teatralnych i scenariuszy filmowych. Założyciel niezależnego warszawskiego teatru Potem-o-tem.

## Życiorys
Ukończył studia na Wydziale Reżyserii Akademii Teatralnej im. Aleksandra Zelwerowicza w Warszawie. Ponadto ukończył Wiedzę o kulturze na Uniwersytecie Warszawskim oraz reżyserię filmową na Akademii Filmu i TV w Warszawie.
W 2016 roku powołał do życia teatr Potem-o-tem, w którym reżyseruje spektakle na podstawie własnych tekstów dramatycznych.
W 2019 roku jego film "Powrót" został zakwalifikowany do sekcji Short Film Corner na Festiwalu Filmowym w Cannes.

## Spektakle teatralne
- ''Po(*)łączność'' tekst i reżyseria w teatrze Potem-o-tem (2021)[2]
- ''Żegnamy świat'' reżyseria w teatrze Potem-o-tem (2021)[3]
- ''Nie do powiedzenia'' tekst i reżyseria w teatrze Potem-o-tem (2020)[4]
- ''20 lexusów na czwartek'' tekst i reżyseria w teatrze Potem-o-tem (2019)[5]
- ''Powierzchnie gładkie'' tekst i reżyseria w teatrze Potem-o-tem (2018)[6]
- ''Gluten Sex'' tekst i reżyseria w teatrze Potem-o-tem (2018)[7]
- ''#Na Dorosłego'' tekst i reżyseria w teatrze Potem-o-tem (2017)[8]
- ''Artystki'' Ulrich Seidl reżyseria w teatrze Potem-o-tem (2017)[9]
- Pierwsza lepsza Aleksander Fredro reżyseria w teatrze Potem-o-tem (2016)[10]

## Wybrane nagrody i festiwale
- 2019: Cannes – 72. Międzynarodowy Festiwal Filmowy w Cannes - udział filmu Powrót w sekcji Short Film Corner[11]
- 2019: Kraków – 9. Forum Młodej Reżyserii – II nagroda za spektakl Powierzchnie gładkie teatru Potem-o-tem[12]
- 2018: Tarnów – 22. Ogólnopolski Festiwal Komedii TALIA – II nagroda za Pierwszą lepszą teatru Potem-o-tem
- 2017: Waszyngton – 4 Points Film Project 2019 – nagroda publiczności dla filmu Extreme Travel[13]